# Joop van Oosterom
Joop van Oosterom (ur. 12 grudnia 1937 w Hilversum, zm. 22 października 2016 w Monako) – holenderski szachista, arcymistrz szachów korespondencyjnych, dwukrotny mistrz świata w tej odmianie szachów (2005 i 2007). Przez wiele lat sponsorował w Monako turniej Melody Amber z udziałem najsilniejszych szachistów świata.
Na liście rankingowej ICCF w dniu 1 lipca 2007 r. zajmował 1. miejsce na świecie, z wynikiem 2771 punktów.